# Bogovići (Malinska – Dubašnica)
Bogovići su naselje u Hrvatskoj u sastavu općine Malinske – Dubašnice. Nalaze se u Primorsko-goranskoj županiji.

## Zemljopis
Nalaze se na otoku Krku. Zapadno su Milčetići, zapadno-jugozapadno su Zidarići i Vantačići, sjeverno je Malinska, sjeveroistočno su Radići, Sveti Vid-Miholjice i Maršići, istočno su Kremenići, jugoistočno su Žgombići i Oštrobradić, južno-jugoistočno su Ljutići, južno su Milovčići i Sveti Ivan, jugozapadno su Sveti Anton, Sabljići i Turčić.

## Stanovništvo
| broj stanovnika | 160   | 176   | 210   | 196   | 211   | 194   | 183   | 195   | 144   | 141   | 137   | 110   | 107   | 173   | 163   | 317   | 348   |
|                 | 1857. | 1869. | 1880. | 1890. | 1900. | 1910. | 1921. | 1931. | 1948. | 1953. | 1961. | 1971. | 1981. | 1991. | 2001. | 2011. | 2021. |